# Gulköttig storskål
Gulköttig storskål (Peziza michelii) är en svampart som först beskrevs av Jean Louis Emile Boudier, och fick sitt nu gällande namn av Dennis 1960. Gulköttig storskål ingår i släktet Peziza och familjen Pezizaceae.  Arten är reproducerande i Sverige. Inga underarter finns listade i Catalogue of Life.